# 栗原甲子男
栗原 甲子男（くりはら かしお、1924年1月18日 - ）は、日本のプロゴルファー。

## 来歴
小金井カントリー倶楽部のアシスタントプロから戦中の1943年にプロになり、1951年の日本オープンでは初日を前年覇者の林由郎と並んでの首位タイでスタートし、最終日には午後14、16番でバーディーを奪って小野光一の2位に浮上した。
1954年の関東オープンでは小針春芳をプレーオフで下し、関東プロでは中村寅吉を1アップで下して優勝し、読売プロでは林を下す。
1955年の日本オープンでは初日に石井迪夫と共に1アンダー71で回って首位スタートし、最終的には林・橘田規と並んでの6位タイに入った。カナダカップ日本代表に選出され、小野とペアを組み、団体でマリオ・ゴンザレス&リッカルド・ロッシ（ ブラジル）と並ぶ13位タイで、上位に食い込むことはできなかった。
1957年の日本プロでは1回戦で小野に一時3アップとリードを奪われながら逆転勝ちし、中村寅吉との決勝では前半の18ホールを両者2ホールずつ取ってマッチイーブンで折り返すと、後半には栗原が2番を奪って先行。中村がそこから反撃し、14番を終えて3アップと断然優位に立ったが、栗原は15番でバーディーを奪って一つ戻すと、16番では中村がバンカーに入れてボギーでリードは1アップになった。17番は中村が寄せワンでしのぎ、1アップを保って18番パー4へ入った。 勝負の行方が混とんとする中で中村が第2打をベタピンに着け、粘る栗原は振り切られた。
1958年の日本プロでは準決勝で松田司郎を8&7の圧勝で下し、前年と同じ顔合わせとなった決勝では前半の18ホール、確実にパーを重ねる中村に対し、栗原はところどころでミスが出る。中村2アップでターンし、後半は2番で栗原がボギーを叩いて中村の3アップ。5番では栗原がOBを打って中村がリードを広げ、中村は6、7番で連続バーディーと畳み掛け、一気に6アップまでもっていった。その後、栗原が3つ返すが、中村の連覇を許したアップ。日本オープンでは雨で冷え込んだ初日をパープレーの72にまとめて首位に立ち、最終的には小野と並んでの4位タイに入った。
1960年の日本プロでは準決勝で細石憲二に10番までで5アップと大きくリードされ、出鼻を挫かれると、そこから激しく追い上げたが一歩及ばなかった。
1966年の日本プロでは初日に6アンダー66をマークし河野光隆・橘田・内田繁と共に首位に立ち、小野と並んでの8位タイに入った。

## 主な優勝
- 1954年 - 関東プロ、関東オープン、読売プロ